# Train de banlieue de Patras
Le train de banlieue de Patras (grec moderne : Προαστιακός σιδηρόδρομος Πάτρας – Proastiakós sidiródromos Pátras) est une ligne de train urbain qui, depuis 2020, relie, le long de la côte, le nord-est de l'agglomération de Patras au sud-ouest, en passant par le centre et le port. 

## Histoire
Les rails ont été posés à la fin du XIXe siècle et faisaient partie du réseau ferré grec, mais faute de ressources et d'entretien, la desserte depuis Athènes a été limitée à Kiáto (ouest de Corinthe) à la fin du XXe siècle. Il a fallu réhabiliter la voie ferrée avant d'y faire rouler les rames. Le premier tronçon a été inauguré le 4 juillet 2010, puis l'exploitation se prolongea jusqu'à la gare d'Ághios Vassílios le 1er septembre 2011, et le second tronçon entra en service en 2020.

## Caractéristiques
Les rails sont à écartement métrique. Le parcours de 33 kilomètres comporte 20 stations. Les quatre rames automotrices diesel sont des Stadler modèle GTW produites en Grèce sous licence par la société grecque Hellenic Shipyards. Sur le parcours nord-est, à Río, la ligne passe sous le pont Rion-Antirion.

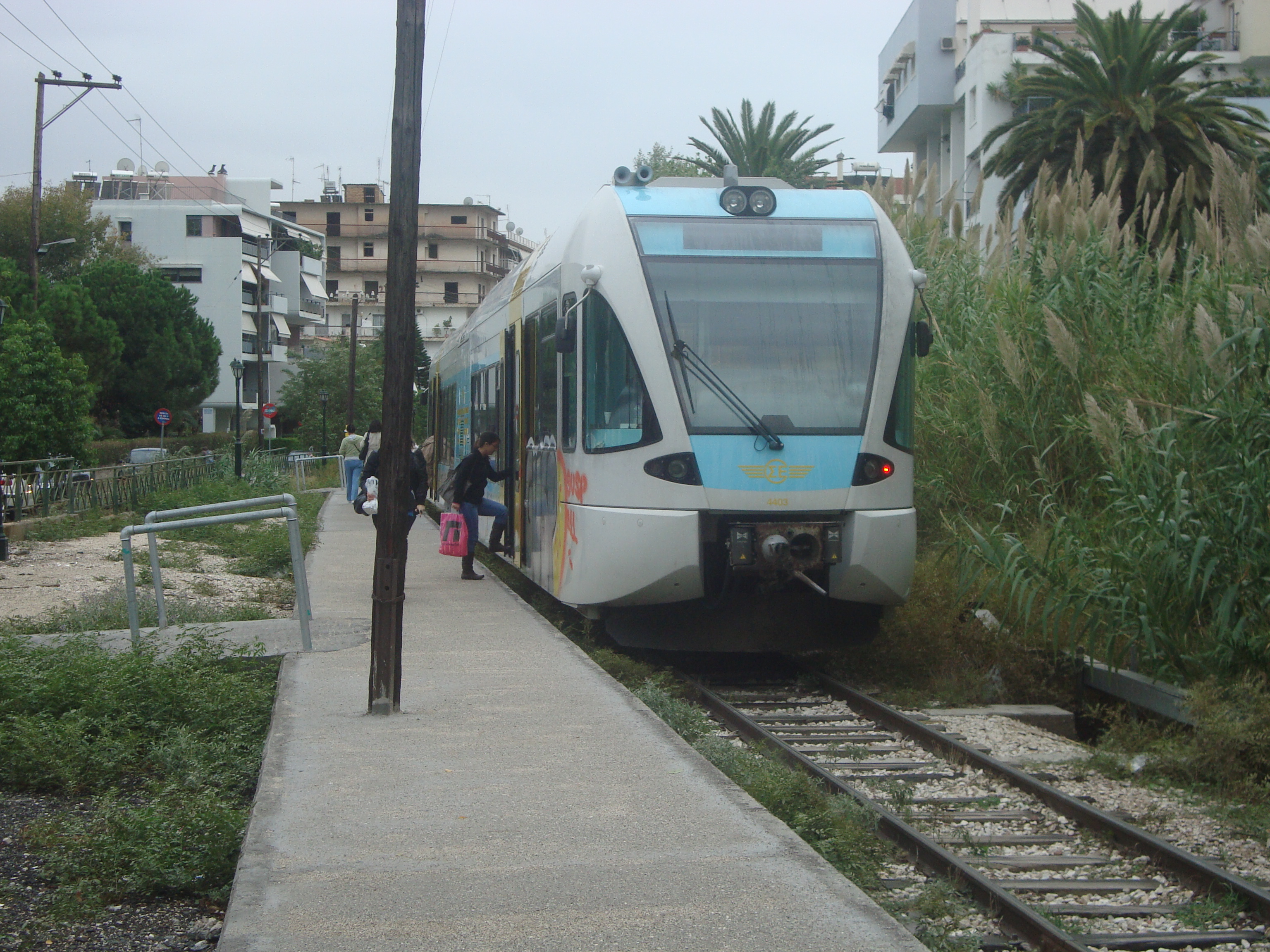
Train de banlieue de Patras à la station « Panachéenne »

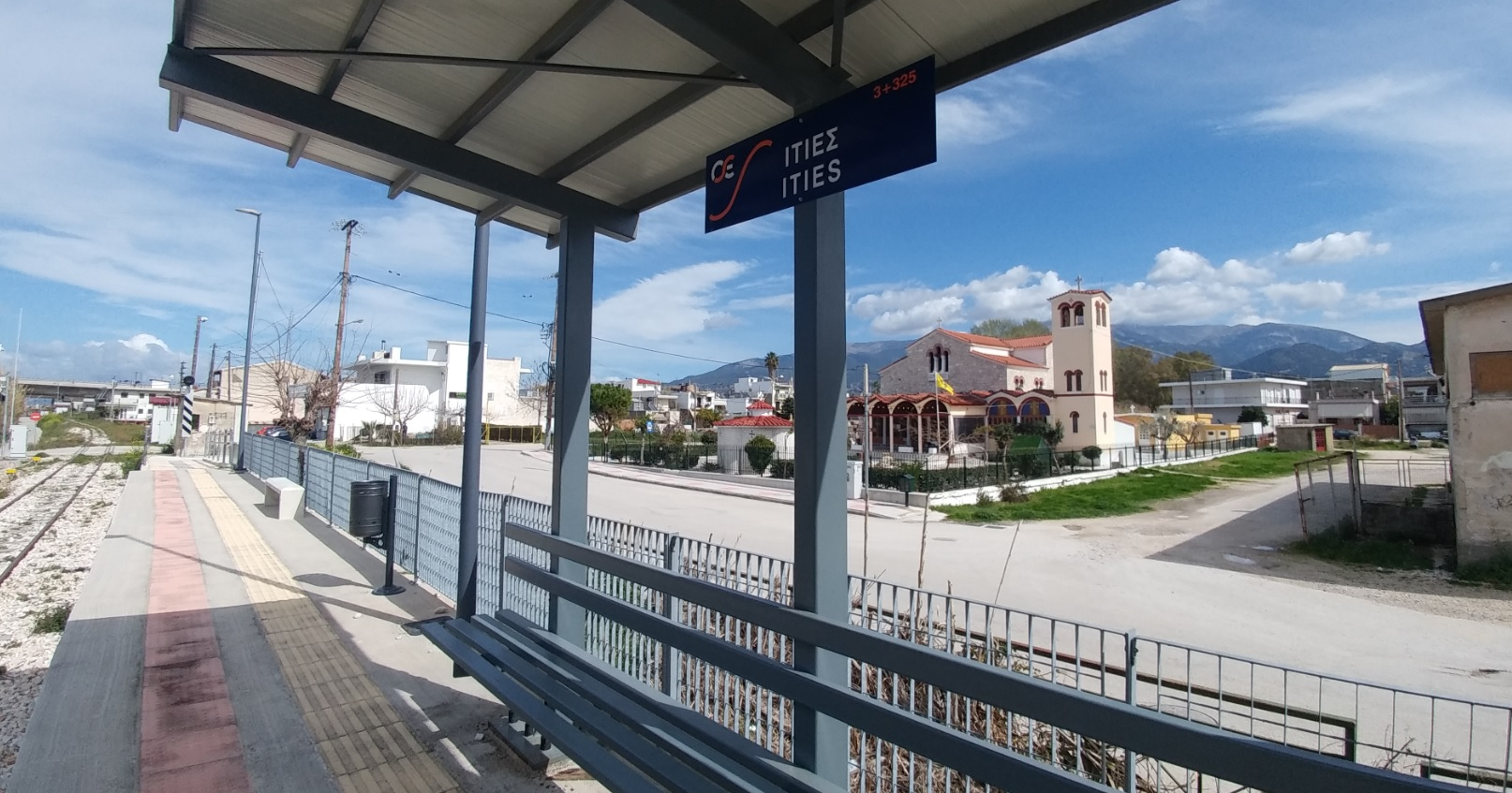
Station « Saint-Georges-Ιτιέs » au sud de Patras.

## Exploitation
La ligne et les rames appartiennent à la régie des chemins de fer grecs mais sont exploités par Hellenic Train. Sauf retards ou incidents, le parcours entier se fait en deux heures, arrêts inclus. Les rames roulent en général à 30 km/h. La plupart du temps, deux rames effectuent un parcours nord-est (ou "1") du terminus nord-est de Psathópyrgos à la basilique Saint-André au centre-ville (près du port) et retour, et deux autres un parcours sud-ouest (ou "2") de la basilique St-André au terminus de Káto Achaḯa (Basse-Achaïe) au sud-ouest et retour. Mais à certains moments (par exemple les week-ends et les jours fériés, ou lorsqu'une rame est en maintenance et qu'il n'en reste que trois ou deux disponibles) le parcours peut être fait en entier, d'un terminus à l'autre. Dès janvier 2012, après seulement 18 mois de fonctionnement, le train de banlieue de Patras est l'une de deux lignes ferroviaires les plus rentables du pays, tandis que toutes les autres sont déficitaires et doivent être subventionnés chaque année par le gouvernement.

## Source
1. ↑  Site
2. ↑  (el) « Le train de banlieue de Patras a fait de profit », 2012